# Ninazu
Ninazu (sum. dnin-a-zu, tłum. „pan wodę znający”) – w mitologii sumeryjskiej bóstwo związane ze światem podziemnym; syn bogini Ereszkigal, królowej świata podziemnego, ojciec boga Ningiszzidy. W III tys. p.n.e. czczono go w Esznunnie, ale później jego kult został tam zastąpiony kultem boga Tiszpaka (pierwotnie huryckiego boga burzy Teszuba). Boskim zwierzęciem Ninazu był, jak się wydaje, wąż-smok (akad. mušhuššu), najwyraźniej przejęty przez Tiszpaka, a później przez Marduka. 
Jest możliwe, że czczony w mieście Enegi w południowym Sumerze Ninazu, będący synem Enlila, był zupełnie innym bogiem.